# Georgismus

Placka georgistické kampaně z 90. let 19. století. Kočka je odkazem na slogan „Vidíte kočku?“.

Georgismus (nazývaný také geoismus  nebo hnutí za jednotné zdanění) je ekonomická ideologie, která tvrdí, že zatímco lidé by měli vlastnit hodnotu, kterou sami produkují, ekonomická renta odvozená z pozemků, včetně všech přírodních zdrojů a nevylučitelných zdrojů („commons“) by měly být sdíleny všemi členy společnosti. Georgistické paradigma, vycházející ze spisů amerického ekonoma a sociálního reformátora Henryho George, vidí řešení sociálních a ekologických problémů v principu pozemkových práv a veřejných financí, které se pokoušejí integrovat ekonomickou účinnost se sociální spravedlností.
Georgismus se zabývá distribucí výnosů přirozených monopolů, znečištěním a kontrolou nevylučitelných zdrojů, včetně práv k vlastnictví přírodních zdrojů a dalších umělých privilegií (např. duševního vlastnictví). Jakýkoli přírodní zdroj, který je ze své podstaty omezený v nabídce, může generovat ekonomickou rentu, ale klasický a nejvýznamnější příklad pozemkového monopolu popisuje dobývání výnosu z nájmu pozemku v cenných městských lokalitách. Georgisté tvrdí, že zdanění ekonomického nájemného je efektivní, spravedlivé a daňově spravedlivé. Hlavním politickým doporučením georgismu je daň vyměřená z hodnoty pozemku. Georgisté tvrdí, že výnosy z daně z hodnoty pozemků (LVT - land value tax) lze použít ke snížení nebo odstranění stávajících daní (například z příjmu, obchodu nebo spotřeby), které jsou nespravedlivé a neefektivní. Někteří georgisté se rovněž zasazují o navrácení přebytečných veřejných příjmů lidem prostřednictvím základního příjmu nebo občanské dividendy.
Koncept získávání veřejných příjmů hlavně z pozemků a privilegií přírodních zdrojů byl široce popularizován Henrym Georgem prostřednictvím jeho první knihy Pokrok a chudoba (1879). Filozofický základ georgismu sahá až do doby několika raných myslitelů, jako je John Locke, Baruch Spinoza  a Thomas Paine. Ekonomové už od doby Adama Smithe a David Ricarda pozorovali, že veřejný odvod z hodnoty půdy nezpůsobuje na rozdíl od jiných typů daní ekonomickou neefektivnost. Daň z pozemkové hodnoty má také progresivní daňové účinky. Zastánci daní z hodnoty půdy argumentují tím, že by snížili ekonomickou nerovnost, zvýšili ekonomickou účinnost, odstranili pobídky k nedostatečnému využívání městské půdy a omezili spekulace s nemovitostmi.
Myšlenky georgismu byly populární a vlivné na konci 19. a na počátku 20. století. Během této doby byly na georgistických principech zakládány politické strany, instituce a komunity. První následovníci ekonomické filozofie Henryho George byli často označováni za zastánce jedné daně (Single Taxers) pro svůj politický cíl zvyšování veřejných příjmů hlavně nebo pouze z daně z hodnoty pozemků, ačkoli georgisté považovali za legitimní více forem získávání nájemného (např. ražebné).
Termín georgismus byl vynalezen později a někteří preferují termín geoismus jako obecnější.

## Hlavní principy

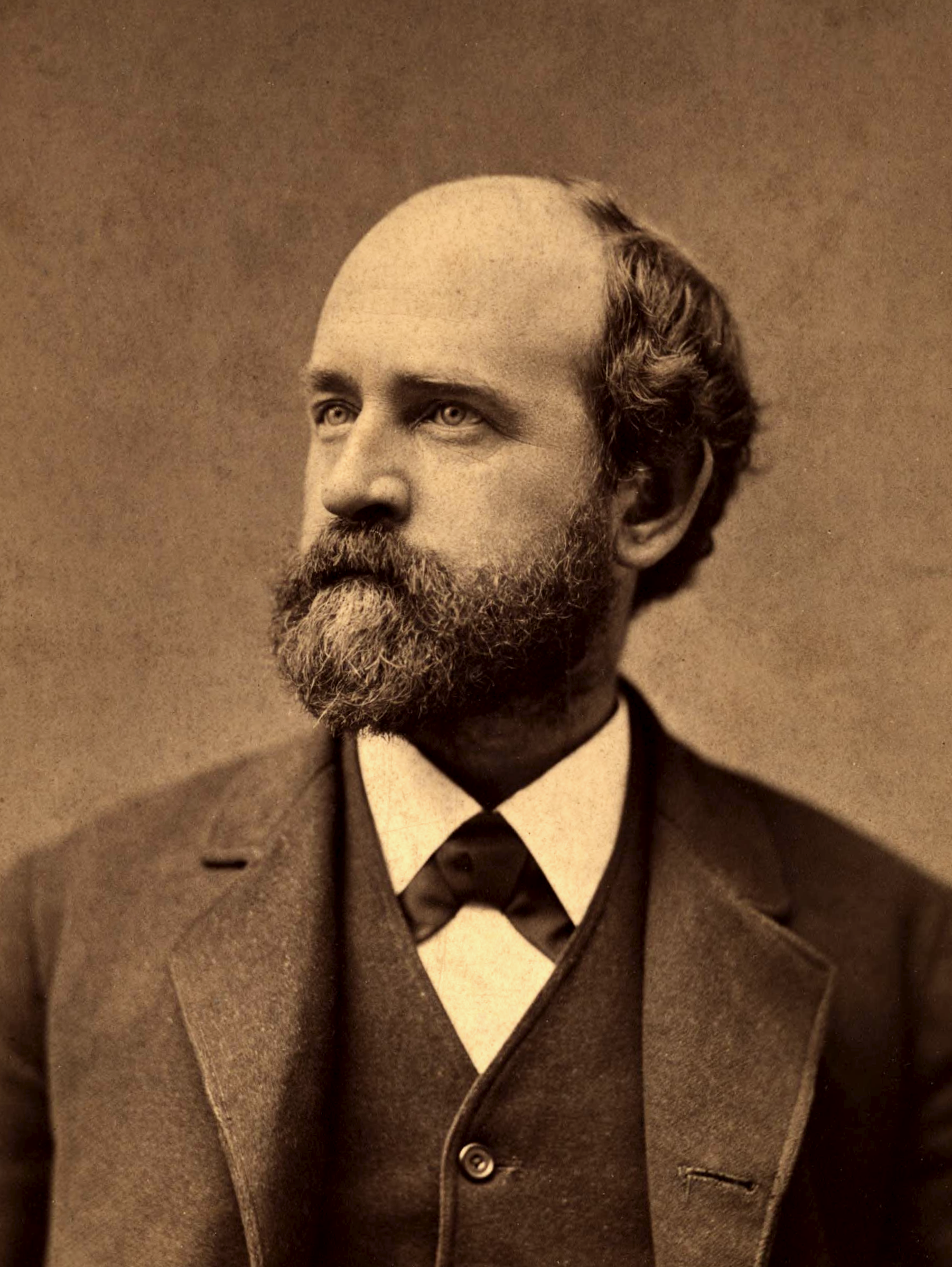
Henry George, jehož spisy a obhajoba tvoří základ georgismu

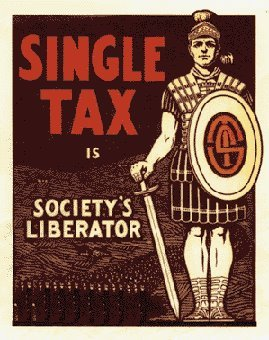
Georgistický plakát propagující jednotnou daň publikovaný v chicagských novinách The Public (cca 1910–1914)

Henry George je nejlépe známý popularizací argumentu, že vláda by měla být financována spíše daní z nájmu půdy než zdaněním práce. George věřil, že ačkoli v politické ekonomii nelze provádět vědecké experimenty, teorie lze testovat srovnáním různých společností s různými podmínkami a také myšlenkovými experimenty popisujícími účinky různých faktorů. Použitím této metody dospěl k závěru, že mnoho problémů, které trápí společnost (jako je chudoba, nerovnost a ekonomické konjunktury a krachy) lze připsat soukromému vlastnictví základního zdroje - pozemkové rentě. George ve své nejslavnější knize Pokrok a chudoba (Progress and Poverty) tvrdí, že přivlastnění nájemného za pozemky pro soukromé použití přispívá k přetrvávající chudobě navzdory technologickému pokroku a způsobuje, že ekonomiky vykazují tendenci k přehřátím a krachům. Podle George je spravedlivé, aby lidé vlastnili to, co vytvářejí, ale příležitosti dané přírodou a půda patří stejně všem.
George věřil, že je důležité rozlišovat mezi společným a kolektivním vlastnictvím. Ačkoli stejných práv k půdě lze dosáhnout znárodněním půdy a jejím pronajmutím soukromým uživatelům, George upřednostňoval zdanění nezlepšené hodnoty půdy a kontrolu nad půdou nechal většinou v soukromých rukou. Georgův důvod pro ponechání půdy soukromníkům a pro pomalý přechod k dani z hodnoty půdy spočíval v tom, že nebude penalizovat stávající majitele, kteří zlepšili bonitu půdu, a bude také působit méně revolučně a kontroverzně při aplikaci v zemi, kde již byla oprávnění k vlastnictví půdy rozdělena.
Georgisté pozorovali, že soukromě vytvořené bohatství je socializováno prostřednictvím daňového systému (např. prostřednictvím daně z příjmu a prodeje), zatímco sociálně vytvořené bohatství v hodnotách pozemků je privatizováno v ceně pozemkových titulů a bankovních hypoték. Opak by byl případ, kdyby nájmy půdy nahradily daně z práce jako hlavní zdroj veřejných příjmů; sociálně vytvořené bohatství by bylo k dispozici pro použití komunitou, zatímco plody práce by zůstaly soukromé. Podle georgistů lze daň z pozemkové hodnoty považovat za poplatek uživatele místo daně, protože souvisí s tržní hodnotou společensky vytvořené lokační výhody, která tvoří privilegium vyloučit ostatní z určité lokality. Aktiva skládající se z komodifikovaných privilegií lze považovat za bohatství, protože mají směnnou hodnotu, podobně jako taxikářské koncese.  Daň z hodnoty půdy, která spočívá v poplatcích za výlučné užívání půdy, jakožto prostředek ke zvyšování veřejných příjmů, je také progresivní daní směřující ke snižování ekonomické nerovnosti, protože se vztahuje výhradně na vlastnictví cenné půdy, což souvisí s výší příjmu a obecně neexistuje žádný způsob, kterým by pronajímatelé mohli přesunout daňové zatížení na nájemce nebo dělníky.

### Ekonomické vlastnosti
Standardní ekonomická teorie naznačuje, že daň z hodnoty pozemků by byla extrémně efektivní - na rozdíl od jiných daní nesnižuje ekonomickou produktivitu. Milton Friedman označil daň Henryho Georga z nezlepšené hodnoty půdy za „nejméně špatnou daň“, protože na rozdíl od jiných daní by nepřiměřeně nezatěžoval ekonomickou činnost (což by vedlo k nulovým nebo dokonce negativním nákladům mrtvé váhy); nahrazení dalších zkreslujících daní touto daní by tedy zlepšilo hospodářský blahobyt. Jelikož daň z hodnoty půdy může zlepšit využívání půdy a přesměrovat investice na produktivní činnosti, které nesměřují k dobývání renty, mohla by dokonce mít negativní náklady mrtvé váhy, což by zvýšilo produktivitu.
Vzhledem k tomu, že by se daň z pozemkové hodnoty vztahovala na zahraniční spekulanty s půdou, odhadovala australská státní pokladna, že daň z pozemkové hodnoty je jedinečná v tom, že má negativní mezní nadměrné zatížení, což znamená, že v dlouhodobé perspektivě vede ke zvýšení životní úrovně.
Byl to Adam Smith, kdo ve své knize Bohatství národů poprvé uvedl účinnost a distribuční vlastnosti daně z hodnoty pozemků.
Benjamin Franklin a Winston Churchill také argumentovali efektivní a schopností distribuce výnosů a podepírali tak náměty na zdanění nájmů pozemků. Zaznamenali totiž, že náklady na daně a výhody veřejných výdajů se vždy nakonec vztahují na vlastníky pozemků a obohacují je. Domnívali se proto, že by bylo nejlepší uhradit veřejné náklady a znovu získat hodnotu veřejných výdajů tím, že se veřejné poplatky použijí přímo na vlastníky pozemkových titulů, a nikoli poškozovat veřejné blaho prostřednictvím daní vyměřovaných z prospěšných činností, jako je obchod a práce.
Henry George napsal, že jeho plán vysoké daně z hodnoty půdy způsobí, že lidé „nebudou přispívat veřejnost v poměru k tomu, co produkují ... ale v poměru k hodnotě přírodních [společných] příležitostí, které kontrolují [monopolizovat]". Pokračoval vysvětlením, že „tím, že by se pro dobro veřejnost využila hodnota, kterou půda získává prostřednictvím růstu a zlepšování komunity“, stalo by se „ držení půdy nerentabilním pro pouhého vlastníka a ziskovým pouze pro uživatele".
Vysoká daň z pozemkové hodnoty by odradila spekulanty od toho, aby drželi cenné přírodní příležitosti (jako jsou městské nemovitosti) nevyužité nebo využívané jen částečně. Henry George tvrdil, že by to mělo mnoho výhod, včetně snížení nebo odstranění daňové zátěže z chudších čtvrtí a zemědělských čtvrtí; odstranění množství daní a drahých zastaralých vládních institucí; odstranění korupce, podvodů a úniků v souvislosti s výběrem daní; umožnění skutečného volného obchodu; ničení monopolů; zvýšení mezd na plnou hodnotu práce; rozdělení přínosů technologií šetřících práci mezi všechny lidi; a spravedlivé rozdělení pohodlí, odpočinku a dalších výhod, které umožňuje postupující civilizace. Tímto způsobem by se snížila zranitelnost tržních ekonomik vůči úvěrovým bublinám a dalším selháním trhu.

### Zdroje ekonomického nájemného a související intervence veřejné sféry
Příjmy vyplývající z plateb za exkluzivní přístup k přírodním příležitostem nebo za privilegia nad geograficky vymezenými oblastmi se nazývá ekonomická renta. Georgisté tvrdí, že ekonomická renta z pozemků, zákonných privilegií a přirozených monopolů by měly připadat spíše komunitě než soukromým vlastníkům. V ekonomii je „půda“ (v angličtině „land“) vše, co v přírodě existuje nezávisle na lidské činnosti. George do kategorie „půdy“ výslovně zahrnul klima, zeminu, vodní toky, ložiska nerostů, zákony / síly přírody, veřejné cesty, lesy, oceány, vzduch a sluneční energii. Přestože filozofie georgismu neříká nic definitivního o konkrétních politických intervencích potřebných k řešení problémů způsobených různými zdroji ekonomické renty, společným cílem moderních georgistů je zachytit a sdílet (nebo snížit) renty ze všech zdrojů přirozeného monopolu a zákonem chráněných privilegií.
Henry George sdílel cíl moderních georgistů, jímž bylo socializovat nebo zrušit rentu ze všech forem pozemkového monopolu a zákonných privilegií. George však zdůrazňoval především daň z pozemkové hodnoty, která se zaměřovala na konkrétní formu nezaslouženého příjmu známou jako „pozemková renta“ (ground rent). George kladl důraz na pozemkovou rentu, protože pozemky byly cennější než jiné monopoly a každý potřebuje k životu nějaké konkrétní místo, což kontrastovalo s méně významnými monopoly tramvají a telegrafů, které George také kritizoval. George přirovnal problém k dělníkovi cestujícímu domů, kterého cestou obtěžují postupně další a další dálniční lupiči, z nichž každý požaduje malou část mzdy cestujícího, a nakonec na samém konci silnice čeká lupič, který požaduje vše, co cestovateli zbylo. George konstatuje, že nemá smysl snažit se bránit malým lupičům po cestě, pokud stejně zůstává poslední lupič, který dělníka obere o vše, co má. George předpovídal, že v průběhu času technologický pokrok zvýší počet a význam dalších monopolů, přesto ale očekával, že pozemková renta zůstane dominantní. Dokonce předpovídal, že pozemková renta poroste rychleji než mzdy a příjmy kapitálu, což je předpověď, kterou moderní analýza ukázala jako věrohodnou, protože nabídka pozemků je pevná.
Na rentu z prostoro se stále více zaměřují georgisté kvůli její velké hodnotě a známé nehospodárnosti zneužité půdy. Existují však i jiné zdroje renty, které jsou teoreticky analogické k pozemkovému nájemnému a jsou diskutovanými tématy georgistů. Následuje několik zdrojů ekonomického nájemného:
- Vytěžitelné zdroje (minerály a uhlovodíky)
- Oddělitelné položky (lesy a populace ryb)[16]
- Mimozemské domény (oběžné dráhy a letové koridory)[17]
- Zákonná privilegia, která se vztahují na konkrétní místo (taxikářské koncese, billboardy a povolení k rozvoji nebo monopol na elektromagnetické frekvence)
- Omezení / daně ze znečištění nebo odstupného (obchodovatelné emisní povolenky a rybolovné kvóty)[18]
- Right-of-way využívaná železnicemi, veřejnými službami a poskytovateli internetových služeb
- Vydávání zákonného platidla (viz seigniorage)
- Výsady, které jsou méně závislé na lokalitě, ale které stále vylučují ostatní z přírodních příležitostí (patenty)

Tam, kde je nemožná konkurence, jako v případě telegrafů, vody, plynu a dopravy, George konstatoval: „[Obchodní] podnikání se stává řádnou sociální funkcí, kterou by měli kontrolovat a řídit všichni dotyční lidé.“ Otázka přirozených monopolů georgisty rozdělovala a často upřednostňovali veřejné vlastnictví pouze nájemného ze socializovaných privilegií před veřejným vlastnictvím samotných veřejných služeb.

### Georgismus a ekonomika životního prostředí
Raní ochranáři v progresivní éře byli částečně inspirováni Henrym Georgem a jeho vliv trval po mnoho následujících desetiletí. Někteří ekologičtí ekonomové stále zastávají georgistickou představu daně z hodnoty půdy jako prostředku k uvolnění nebo přerozdělení nevyužívané půdy a ochraně přírody omezením rozrůstání měst.
Znečištění snižuje hodnotu toho, co georgisté považují za společné sdílené statky. Vzhledem k tomu, že znečištění je záporným příspěvkem, příjmem ze společných zdrojů nebo náklady uvalenými na ostatní, jeho hodnotou je ekonomická renta, i když ji znečišťovatel nezískává přímo ve formě příjmu. Pokud tedy společnost určí, že znečištění je škodlivé, většina georgistů navrhuje omezit znečištění zdaněním nebo kvótami, které dokáží získat získat příjem z renty pro veřejné použití, obnovu nebo dividendu občana.
Georgismus souvisí se školou ekologické ekonomie, která také navrhuje tržní omezení znečištění. Školy jsou kompatibilní v tom, že obhajují používání podobných nástrojů jako součásti strategie ochrany, ale zdůrazňují různé jejich aspekty. Ochrana přírody je ústředním tématem ekologické ekonomie, zatímco ústředním tématem georgismu je ekonomická renta. Geolibertarianismus, tržně orientované odvětví georgismu, má tendenci zaujímat odmítavý postoj vůči tomu, co vnímá jako zatěžující regulaci, a jeho součástí je požadavek, aby většinu regulací nahradily kvóty přidělované v aukcích nebo daně ze znečištění.

## Instituce a jednotlivci pracující s georgismem

### Instituce a organizace
Stále existují různé organizace, které nadále propagují myšlenky Henryho George. Podle The American Journal of Economics and Sociology je časopis Land&Liberty, založené v roce 1894, „nejdéle fungujícím georgistickým projektem v historii“. Škola sociálních věd Henryho George v New Yorku, která byla založena během Velké hospodářské krize v roce 1932, nabízí kurzy, sponzoruje semináře a publikuje výzkum ukotvený v georgistickém paradigmatu. V USA byl v roce 1974 založen také Lincoln Institute of Land Policy, který je ukotven v myšlenkách ze spisů Henryho George. „Usiluje o zlepšení dialogu o rozvoji měst, zastavěném prostředí a daňové politice ve Spojených státech i v zahraničí“.
Nadace Henryho George nadále propaguje myšlenky Henryho George také ve Velké Británii. IU je pak mezinárodní zastřešující organizace, která sdružuje organizace po celém světě, které usilují o reformu daně z pozemkové hodnoty.

### Ekonomové
Ke georgismu se ve své práci zaměřující se především na problematiku parkování hlásí americký ekonom Donald Shoup. V souvislosti s ekonomií veřejného městského prostoru z georgistických pozic vycházejí také William Vickrey, David Lupton či Harold Hotelling.